# Johan III. van Arkel
Johan III. van Arkel († 1115/1118) aus dem ersten Haus van Arkel war heer des Landes van Arkel, von Heukelom und Polsbroek.
Johan III. wurde als Sohn des Johan II. van Arkel und der Margaretha van Altena geboren. Er nahm im Kontingent des Grafen Robert II. von Flandern am Ersten Kreuzzug teil. Nach der Ankunft in Jerusalem erhielt er durch Gottfried von Bouillon den Ritterschlag. Einer Sage nach hatte er im Heiligen Land Streit mit einem italienischen Edelmann, der dasselbe Wappen wie das der Arkels führte. Nach seiner Rückkehr heiratete er Aleid/Adelheid van Heusden (1060–1145), Tochter des Jan II. van Heusden. Dieser Ehe sind zwei Söhne entsprungen:
- Johan IV. van Arkel, erbte das Land van Arkel
- Folpert van Arkel van der Leede, erhielt die dem Land van Arkel ausgegliederte Herrlichkeit Ter Leede und begründete somit das Haus Van der Leede-van Arkel

| Vorgänger           | Amt                                    | Nachfolger                      |
| ------------------- | -------------------------------------- | ------------------------------- |
| Johan II. van Arkel | Herr des Landes van Arkel 1077–1115/18 | Johan IV. van Arkel             |
| Johan II. van Arkel | Herr von Polsbroek 1077–1115/18        | Folpert van Arkel van der Leede |

| Personendaten    | Personendaten                          |
| ---------------- | -------------------------------------- |
| NAME             | Arkel, Johan III. van                  |
| KURZBESCHREIBUNG | Herr von Arkel, Heukelom und Polsbroek |
| GEBURTSDATUM     | 11. Jahrhundert                        |
| STERBEDATUM      | um 1115–1118                           |